# San Antonio Pajonal
San Antonio Pajonal é um município de El Salvador, pertencente ao departamento de Santa Ana.
O município possui uma extensão territorial de 51.92 km² e uma população de 4 574 habitantes, de acordo com o censo de 2007 realizado no país. Para sua administração, divide-se em 4 cantões.
San Antonio Pajonal foi fundada como aldeia nos primódios do século XIX, pertencendo a jurisdição do município de Santiago de la Frontera. Em 13 de novembro de 1945, recebeu o título de município.

## Transporte
O município de San Antonio Pajonal é servido pela seguinte rodovia:
- SAN-18, que liga a cidade de Candelaria de la Frontera ao município
- SAN-11, que liga a cidade ao município de Texistepeque
- CA-12, que liga o distrito de Metapán (Departamento de Santa Ana) (e a Fronteira El Salvador-Guatemala, na cidade de Concepción Las Minas) à cidade de Acajutla (Departamento de Sonsonate) [1]